# Strange Angel
Dziwny anioł (tytuł ang. Strange Angel) – amerykański internetowy serial telewizyjny wyprodukowany przez Scott Free Productions oraz CBS Television Studios, który jest lużną adaptacją powieści Strange Angel: The Otherworldly Life of Rocket Scientist John Whiteside Parsons autorstwa George'a Pendlea. Serial był emitowany w USA od 14 czerwca 2018 roku do 25 lipca 2019 roku przez CBS All Access.
Pod koniec listopada 2019 roku platforma CBS All Access ogłosiła zakończenie produkcji serialu po dwóch sezonach.

## Fabuła
Akcja serialu dzieje się w latach czterdziestych XX wieku w Los Angeles. Opowiada historię Jacka Parsonsa, który za dnia pracuje nad techniką rakietową, zaś wieczorem oddaje się magicznym rytuałom seksualnym.

## Obsada

### Główna
- Jack Reynor jako Jack Parsons[3]
- Bella Heathcote jako Susan Parsons[4]
- Rupert Friend jako Ernest Donovan[5]
- Peter Mark Kendall jako Richard Onsted[6]
- Michael Gaston jako Virgil Byrne[6]
- Greg Wise jako Alfred Miller[6]
- Rade Šerbedžija jako Prof. Filip Mešulam[6]
- Zack Pearlman jako Samson Hunt[6]
- Keye Chen jako Gui Chiang[6]

### Role drugoplanowe
- Laine Neil jako Patty[7]
- Elena Satine jako Maggie Donovan[8]
- Karl Makinen jako generał Braxton[9]

## Odcinki
| Sezon | Odcinki | Oryginalna emisja w CBS All Access | Oryginalna emisja w CBS All Access |
| Sezon | Odcinki | Premiera sezonu                    | Finał sezonu                       |
| ----- | ------- | ---------------------------------- | ---------------------------------- |
| 1     | 10      | 14 czerwca 2018                    | 16 sierpnia 2018                   |
| 2     | 7       | 13 czerwca 2019                    | 25 lipca 2019                      |

### Sezon 1 (2018)
| Nr | #  | Tytuł                            | Reżyseria           | Scenariusz        | Premiera w CBS All Access |
| -- | -- | -------------------------------- | ------------------- | ----------------- | ------------------------- |
| 1  | 1  | Augurs of Spring                 | David Lowery        | Mark Heyman       | 14 czerwca 2018           |
| 2  | 2  | Ritual of Abduction              | David Lowery        | Mark Heyman       | 21 czerwca 2018           |
| 3  | 3  | Ritual of the Rival Tribes       | Tucker Gates        | Allison Miller    | 28 czerwca 2018           |
| 4  | 4  | The Sage                         | Nelson McCormick    | David Digilio     | 5 lipca 2018              |
| 5  | 5  | Dance of the Earth               | Matt Shakman        | Dana Adam Shapiro | 12 lipca 2018             |
| 6  | 6  | The Mystic Circle of Young Girls | Ben Wheatley        | Silka Luisa       | 19 lipca 2018             |
| 7  | 7  | Glorification of The Chosen One  | Meera Menon         | John Lopez        | 26 lipca 2018             |
| 8  | 8  | Evocation of the Elders          | Steph Green         | David Wiener      | 2 sierpnia 2018           |
| 9  | 9  | Sacrament of the Ancestors       | Ernest R. Dickerson | Mark Heyman       | 9 sierpnia 2018           |
| 10 | 10 | The Sacrificial Dance            | Kate Dennis         | Mark Heyman       | 16 sierpnia 2018          |

### Sezon 2 (2019)
| Nr | # | Tytuł                | Reżyseria      | Scenariusz                    | Premiera w CBS All Access |
| -- | - | -------------------- | -------------- | ----------------------------- | ------------------------- |
| 11 | 1 | The Fool             | Ben Wheatley   | Mark Heyman                   | 13 czerwca 2019           |
| 12 | 2 | The Magus            | Ben Wheatley   | Sarah Byrd & Mark Heyman      | 20 czerwca 2019           |
| 13 | 3 | The Lovers           | Mark Heyman    | David DiGilio                 | 27 czerwca 2019           |
| 14 | 4 | The Wheel of Fortune | Sarah Boyd     | John Lopez                    | 4 lipca 2019              |
| 15 | 5 | The Hanged Man       | Christina Choe | Dana Adam Shapiro, Sarah Byrd | 11 lipca 2019             |
| 16 | 6 | The Tower            | Sylvain White  | Dagny Atencio Looper          | 18 lipca 2019             |
| 17 | 7 | Aeon                 | Brooke Kennedy | Mark Heyman                   | 25 lipca 2019             |

## Produkcja
1 sierpnia 2017 roku, platforma CBS All Access ogłosiła zamówienie pierwszego sezonu serialu.
W styczniu 2018 roku, poinformowano, że Jack Reynor i Rupert Friend dołączyli do obsady.
W kolejnym miesiącu, ogłoszono, że obsada dramatu powiększyła się o Belle Heathcote,  Petera Mark Kendall,  Michaela Gastona,  Grega Wise, Rade Šerbedžija, Zacka Pearlmana oraz Keyea Chena.
W marcu 2018 roku, poinformowano, że Laine Neil i Elena Satine zagrają w serialu.
Na początku kwietnia 2018 roku, ogłoszono, że Karl Makinen wcieli się w rolę generała Braxtona. 30 października 2018 roku, platforma CBS All Access ogłosiła przedłużenie serialu o drugi sezon